# Peter von Roten
Peter von Roten (* 5. Juni 1916 in Raron; † 30. August 1991 in Basel) war ein Schweizer Richter, Politiker und Frauenrechtler. 

## Biografie
Peter von Roten war das fünfte Kind einer vermögenden Walliser Familie; seine Mutter Maria Bertha von Roten war die Tochter des Basler Anwalts Ernst Feigenwinter. Er absolvierte seine Matur in Brig und studierte Recht in Freiburg, Paris und Bern. Er heiratete 1946 Iris von Roten, geb. Meyer, eine Schweizer Juristin, Journalistin und Frauenrechtlerin. Mit ihr hatte er eine gemeinsame Tochter, Hortensia von Roten (* 1952). Von 1941 bis 1957 war er im Grossen Rat des Kantons Wallis, den er 1948/49 präsidierte. Zudem war er stellvertretender Berichtsteller des Bezirksgerichts Westlich Raron. Ab 1944 bis 1983 hatte er das Amt des Ersatzrichters am Instruktionsgericht Visp und Westlich Raron inne. Als katholisch-konservativer Nationalrat wirkte von Roten 1948–1951 in der nationalen Politik mit. Er setzte sich unter anderem für das Frauenstimmrecht und für die Abschaffung der Armee ein. Von 1953 bis 1987 war er Präfekt des Bezirks Westlich Raron. Von 1944 bis 1954 war er Redaktor, anschliessend bis 1991 Kolumnist des Walliser Boten.
Von 1971 bis 1982 war er Gründungspräsident der Rilke-Gesellschaft.

## Werke
- Leitartikel und Kolumnen. Eine Auslese seiner über 5000 im "Walliser Bote" zwischen 1944 und 1991 erschienenen Artikel. Verlag Walliser Bote, Visp 1992.

## Film
Die Beziehung von Peter und Iris von Roten wird im Film Verliebte Feinde gezeigt. Dieser ist eine Mischung aus Spielfilm, Archivaufnahmen und Zeitzeugenaussagen. Er stützt sich auf die gleichnamige Biographie von Wilfried Meichtry.